# Tackesdorf
Tackesdorf er en kommune og en by i det nordlige Tyskland, beliggende i Amt Mittelholstein i den sydlige del af Kreis Rendsborg-Egernførde. Kreis Rendsborg-Egernførde ligger i den centrale del af delstaten Slesvig-Holsten. Byen er delt i to på hver sin side af Kielerkanalen.

## Geografi
Kommunen er beliggende ved Kielerkanalen 26 km øst for Heide og 30 km sydvest for Rendsborg, som der ved kanalen er færgeforbindelse til, fra Oldenbüttel lidt mod vest.